# Суранчажка
Суранчажка (устар. Сурончаг) — река в России, протекает по Татарстану.
Устье реки находится в 191 км по левому берегу реки Ик. Длина реки составляет 16 км, площадь водосборного бассейна 147 км². Количество притоков протяжённостью менее 10 км — 5, их общая длина составляет 7 км.

## Данные водного реестра
По данным государственного водного реестра России относится к Камскому бассейновому округу, водохозяйственный участок реки — Ик от истока и до устья, речной подбассейн реки — бассейны притоков Камы до впадения Белой. Речной бассейн реки — Кама.
Код водного объекта в государственном водном реестре — 10010101312111100028749.